# Nämnden för internationellt bistånd
Nämnden för internationellt bistånd (NIB) var en statlig svensk myndighet för u-landsbistånd, vilken bildades 1962, under Ulla Lindström som ansvarigt statsråd för biståndsfrågor. NIB ersattes år 1965 av den då nybildade myndigheten Styrelsen för internationell utveckling (SIDA).